# Џејкобова лествица кошмара
Џејкобова лествица кошмара (енгл. Jacob's Ladder) је амерички психолошки хорор филм из 1990. године, редитеља Адријана Лајна, са Тимом Робинсом, Елизабет Пењом, Денијем Ајелом, Џејсоном Александером и Маколијем Калкином у главним улогама. Главни лик филма је ветеран из Вијетнамског рата, Џејкоб Сингер, кога чудне визије и бизарне халуцинације не престају да прогоне. Филм је наводно базиран на истинитим догађајима, по којима је америчким војницима дата халуциногена BZ дрога, од које су постали агресивни и међусобно се поубијали. Пентагон је овакве тврдње одбацио.
Брус Џоел Рубин је написао сценарио 10 година пре него што је почело снимање. Иако није остварио велики комерцијални успех, филм је постао култни класик, а његова прича послужила је као инспирација за бројна остварења, међу којима су Шесто чуло и франшиза Тихо брдо. Године 2019. добио је истоимени римејк.

## Радња
Џејкоб Сингер, ветеран из Вијетнамског рата, се суочава са ратним траумама и болом од губитка детета. Кроз низ бизарних визија и халуцинација, Џејкоб открива да је он заправо настрадао у Вијетнаму, као жртва експеримента Америчког војно-хемијског корпуса.

## Улоге
| Глумац             | Улога                     |
| ------------------ | ------------------------- |
| Тим Робинс         | Џејкоб Сингер             |
| Елизабет Пења      | Џезабел „Џези” Пипкин     |
| Дени Ајело         | киропрактичар Луј Денардо |
| Мет Крејвен        | Мајкл Њуман — „Хемичар”   |
| Пруит Тејлор Винс  | Пол Гренџер               |
| Џејсон Александер  | адвокат Гири              |
| Патриша Калембер   | Сара Сингер               |
| Ерик ла Сал        | Френк                     |
| Маколи Калкин      | Гејб Сингер               |
| Винг Рејмс         | Џорџ                      |
| Брајан Тарантина   | Даг                       |
| Ентони Алесандро   | Род                       |
| Брент Хинкли       | Џери                      |
| Ш. Епата Меркерсон | Елса                      |
| Кајл Гас           | Тони                      |
| Луис Блек          | Џејкобов доктор           |
| Пери Ланг          | Џејкобов нападач          |
| Брајан Ларкин      | Џед Сингер                |
| Би Џеј Доналдсон   | Илај Сингер               |
| Џон Кеподис        | официр                    |